# Predaia
Predaia är en kommun i provinsen Trento i regionen Trentino-Sydtyrolen i Italien. Kommunen hade 6 675 invånare (2018).
Kommunen Predaia bildades den 1 januari 2015 genom en sammanslagning av de tidigare kommunerna Coredo, Smarano, Taio, Tres och Vervò.